# Lublanski psi
Lublanski psi so bili slovenska punk rock skupina iz Ljubljane.

## Člani
- Mario Šelih (vokal)
- Milan Košir (kitara)
- Ivan Bekčič (kitara)
- Matjaž Gantar (bas)
- Miran Potočki (bobni)
- Pavel Toplak (kitara)
- Sašo Mrše (kitara)

## Diskografija
- Lepo je... (1982, kompilacija punk glasbe)
- Demo posnetek 5 skladb (1984, Studio Činč: "Visoka trava", Policaj, "Nož", "Rože za rožo", "Iščem se")
- Hrapavogrobo te ljubim / Drenjanje s sodrgo (2004, Dallas)